# 同倫範疇
在數學的拓撲學領域中，同倫範疇是處理同倫問題時格外便利的範疇論語言。它的對象是拓撲空間，態射是連續函數的同倫類，這是商範疇的一個例子；由於同倫關係在映射的合成下不變，同倫範疇的定義是明確的。所有拓撲空間構成的同倫範疇通常記為 {\displaystyle \mathbf {hTop} } 或 {\displaystyle \mathbf {Toph} }；有時也會考慮較小一類的空間，例如緊生成豪斯多夫空間或CW複形。
兩空間在同倫範疇中同構的充要條件是它們同倫等價。
設 {\displaystyle X,Y} 為拓撲空間，它們在同倫範疇中的態射集記為 {\displaystyle [X,Y]}。同倫理論的基本課題之一便是研究 {\displaystyle [X,Y]}，例如當 {\displaystyle X,Y} 是球面時，{\displaystyle [X,Y]} 的計算就歸結到同倫群的計算。

## 基點
在應用上，我們常須考慮空間中的特定一點，稱為該空間的基點。指定了基點的拓撲空間稱為帶基點的空間。嚴格而言，同倫群（例如基本群）的定義依賴於基點，不同的選擇會差一個同構。
我們可以考慮帶點空間構成的範疇，其對象為 {\displaystyle (X,x)}（{\displaystyle x\in X}），態射 {\displaystyle f:(X,x)\to (Y,y)} 為滿足 {\displaystyle f(x)=y} 的連續映射。同理，可以定義帶點映射之間的同倫 {\displaystyle h:X\times I\to Y} 為滿足 {\displaystyle h(x,t)=y} 的同倫。由此得到的商範疇稱為帶點同倫範疇，常記為 {\displaystyle \mathbf {hTop} _{\bullet }}，態射集記為 {\displaystyle [X,Y]_{\bullet }}。
在處理帶基點的空間時，空間的積與不交并都要作相應的改變。

## 同倫理論
同倫理論中有一些適用於所有空間的一般結果，但隨著理論漸深，往往需要考慮更小的一類空間。CW複形適用於大部份的問題，它的好處之一體現於布朗表示定理，缺陷則在於CW複形之間的函數空間不一定是CW複形，針對後者，緊生成豪斯多夫空間更富彈性，它包括了所有CW複形、局部緊空間與第一可數空間（例如度量空間）。
近來同倫理論發展的一個里程碑是譜空間，這可以說是一種適用於拓撲學的導範疇觀念。以模型範疇的方法也可以定義譜，這推廣了拓撲空間的情形，但較為抽象。

## 文獻
- J. P. May, A Concise Course in Algebraic Topology (1999), The University of Chicago Press. ISBN 0-226-51183-9